# Hassan Alas
Hassan Alas (arab. حسان الاس, ur. 16 sierpnia 1986) – marokański piłkarz, grający jako pomocnik.

## Kariera klubowa

### Początki
Jego pierwszym klubem była Raja Casablanca, gdzie występował jako junior do 2010 roku. Wtedy przebił się do pierwszego zespołu.

### FAR Rabat
1 lipca 2011 roku przeszedł FAR Rabat. W tym zespole zadebiutował 25 sierpnia 2011 roku w meczu przeciwko Chabab Rif Al Hoceima (0:0). Grał 74 minuty, zmienił go Abdellah Lahoua. Łącznie zagrał 7 spotkań w barwach stołecznego zespołu.

#### Pierwsze wypożyczenie
30 czerwca 2012 roku został wypożyczony do KAC Kénitra. W tym klubie debiut zaliczył +29 września 2012 roku w meczu przeciwko Raja Casablanca (porażka 4:2). Na boisku pojawił się w 72. minucie, zastępując Bilala Assoufiego.  Łącznie zagrał dwa spotkania.

#### Drugie wypożyczenie
17 stycznia 2013 roku został wypożyczony do Renaissance Berkane. W zespole tym po raz pierwszy zagrał 17 marca 2013 roku w meczu przeciwko Chabab Rif Al Hoceima (wygrana 2:1). Na boisko wszedł w 75. minucie, zastąpił Amine El Kassa. Łącznie zagrał 3 spotkania.

### Grombalia Sports
23 grudnia 2013 roku, po trzymiesięcznym okresie bycia bez klubu, podpisał kontrakt z Grombalia Sports. W tunezyjskim zespole debiut zaliczył dwa dni później w meczu przeciwko JS Kairouan (zwycięstwo 2:1). Na boisku pojawił się na 15 minut przed końcem, zastąpił Skandera Cheikha. Łącznie w Tunezji zagrał 11 spotkań.

### Dalsza kariera
1 stycznia 2015 roku został graczem Renaissance Zemamra. 1 lipca tego samego roku przeszedł do Al-Arabi SC. 1 stycznia 2016 roku został zawodnikiem US Taouante. Później zakończył karierę.